# Toscane d'Auvergne
La Toscane d'Auvergne ou Toscane auvergnate est une micro-région naturelle et culturelle de France située en Auvergne. 

## Toponymie
L'origine du nom remonterait à la Renaissance, lorsque Catherine de Médicis séjourna en Auvergne elle surnomma cette région La Toscane d'Auvergne car ce pays lui rappelait en de nombreux points sa Toscane natale,. 
La Toscane d'Auvergne tient également son nom de la douceur de son climat, de ses paysages vallonnés et de son architecture méridionale[évasif],,.

## Géographie
La Toscane auvergnate est située dans la partie centrale de la plaine de la Limagne installée dans une zone barlongue allant d'Issoire jusqu'au Livradois en passant par Billom, ville que l'on considère comme sa capitale,,.

## Galerie

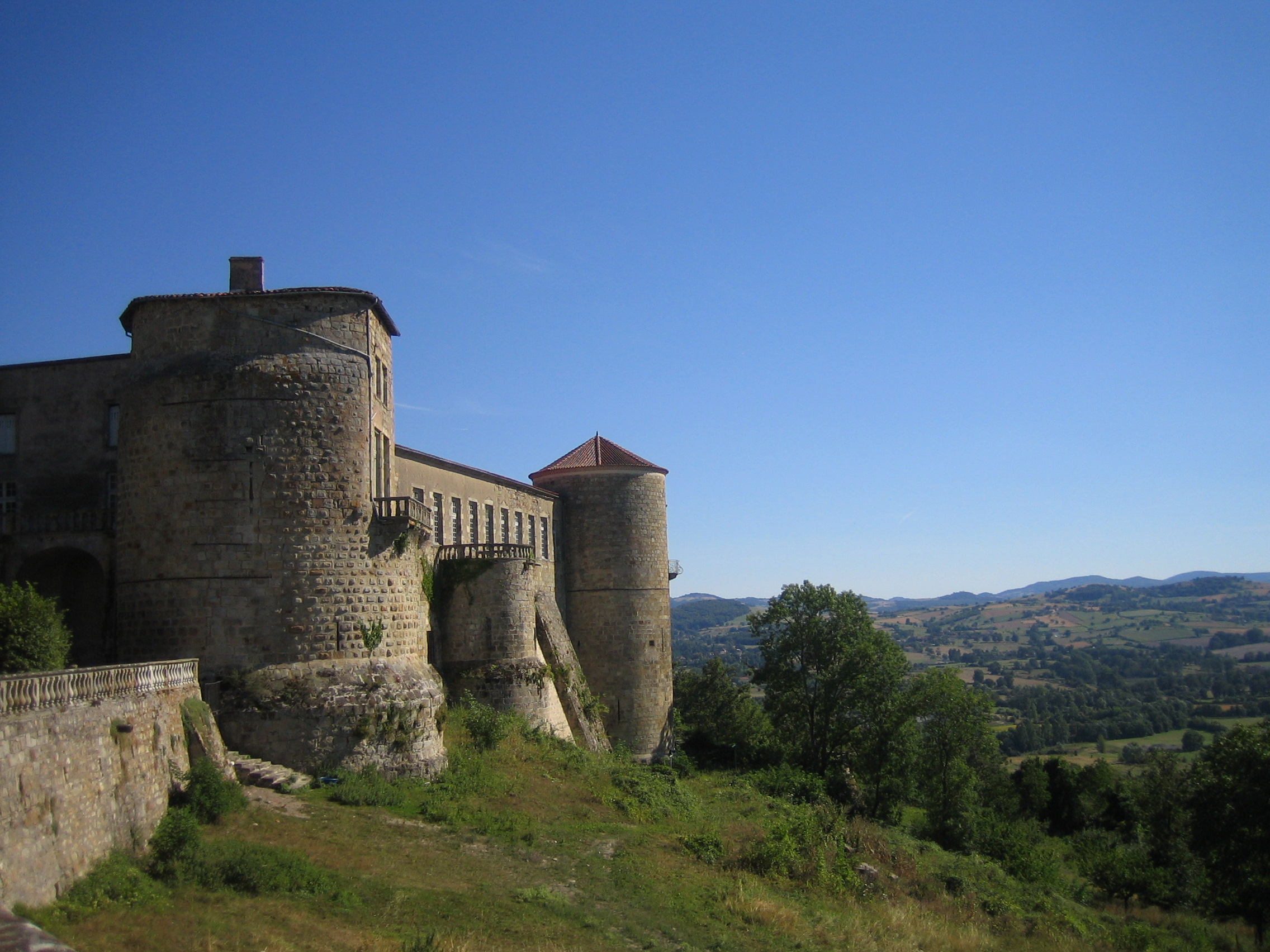
Château de Ravel
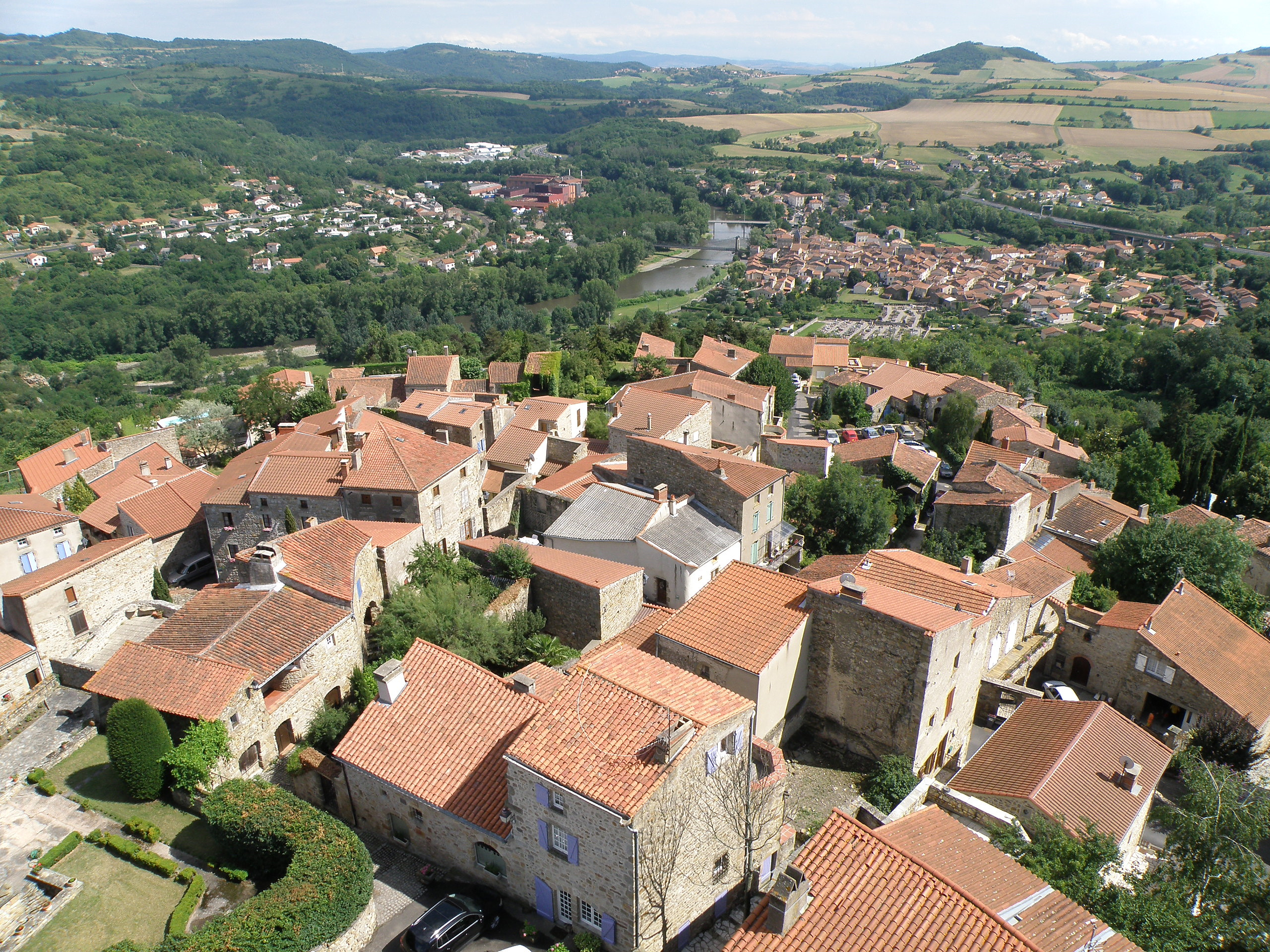
Montpeyroux
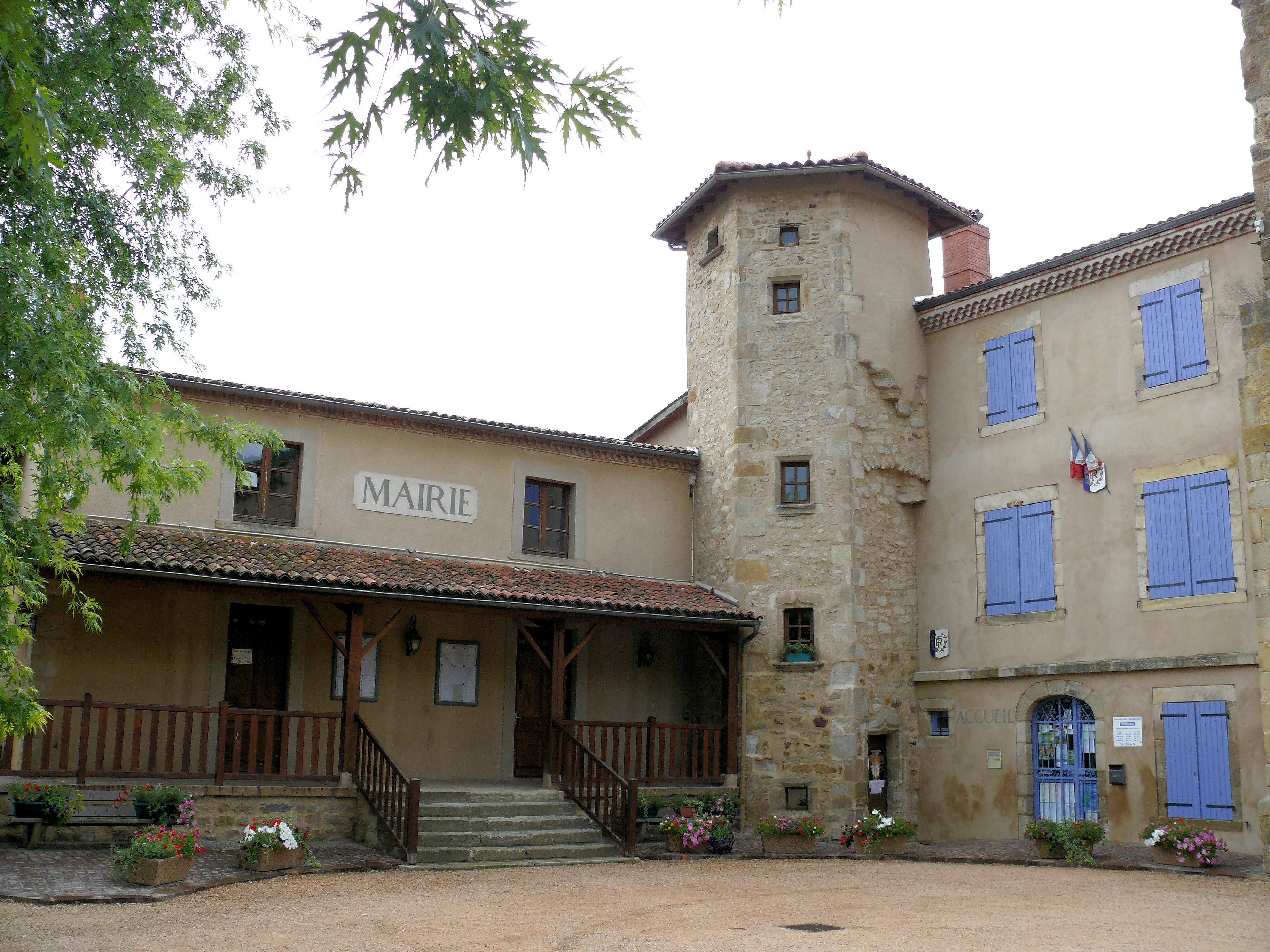
Ravel
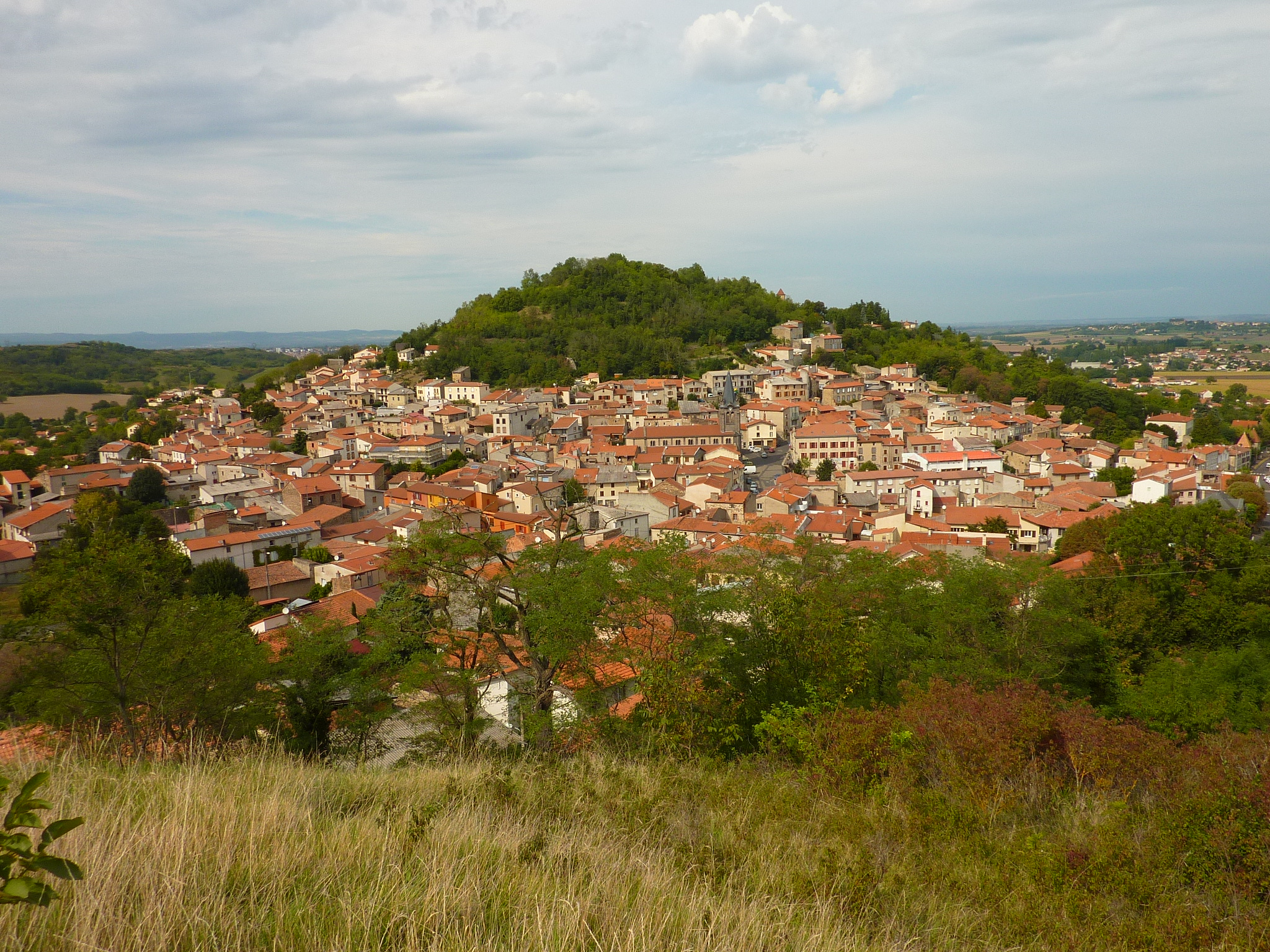
Vertaizon
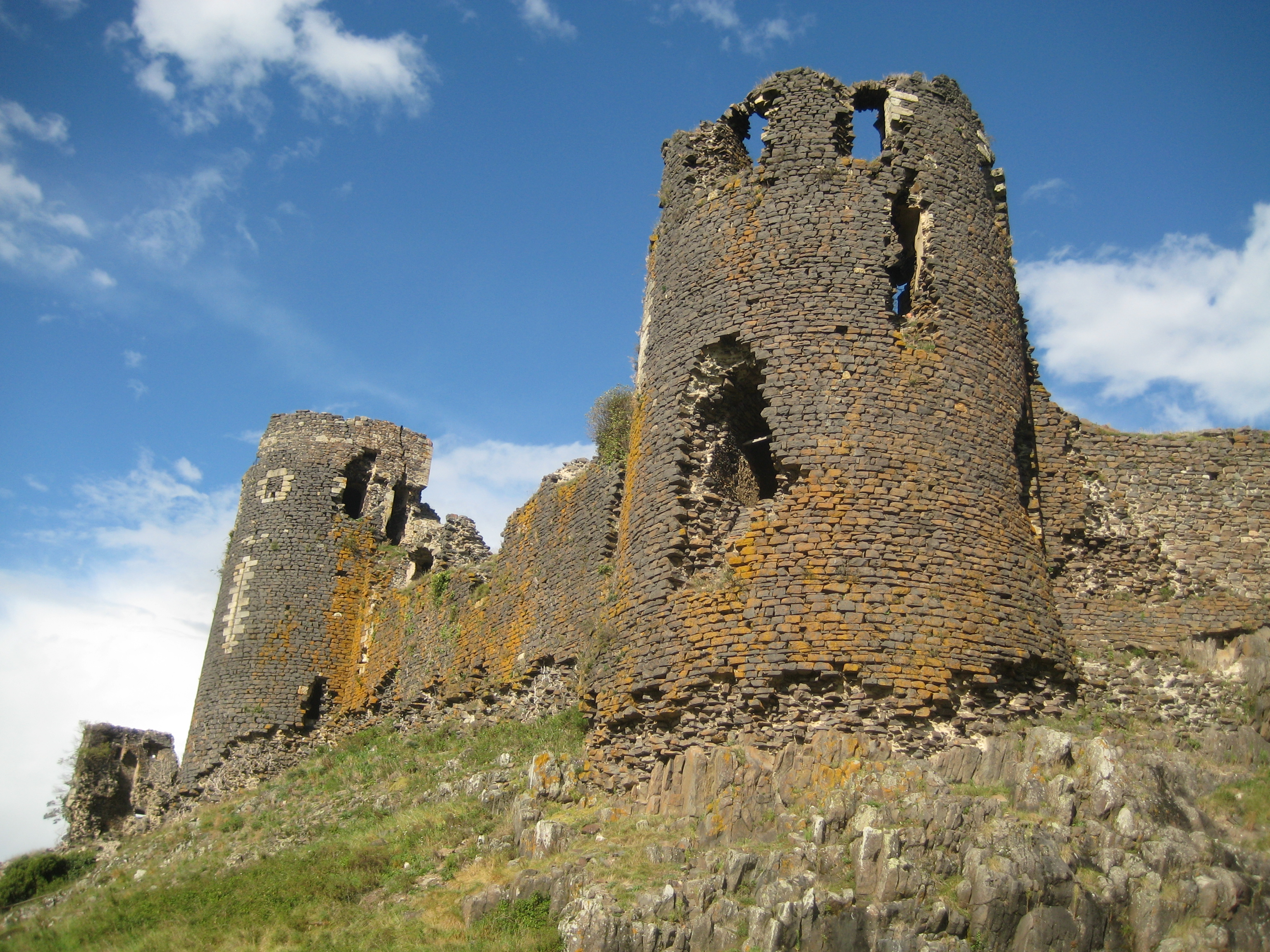
Château de Mauzun
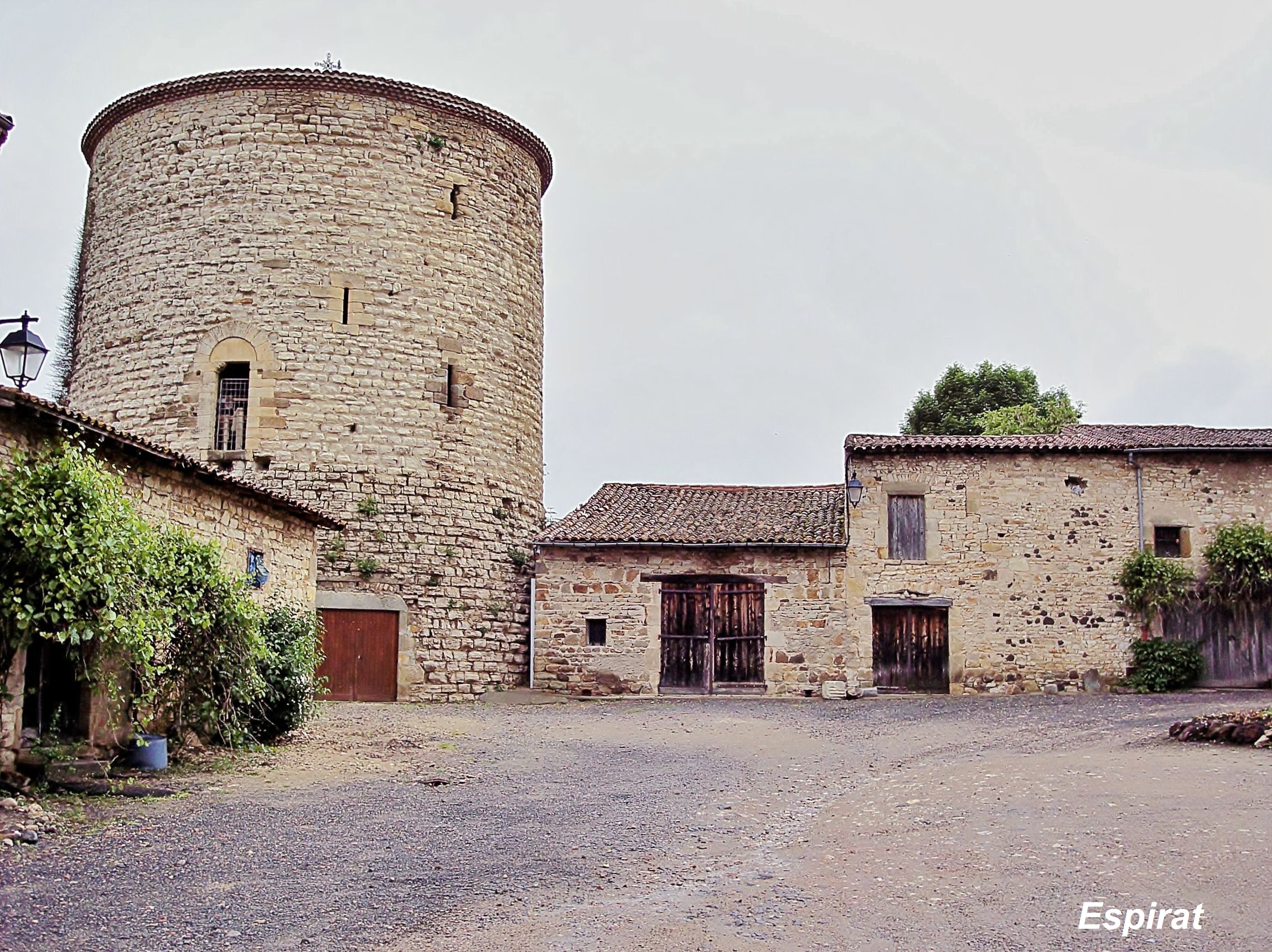
Espirat
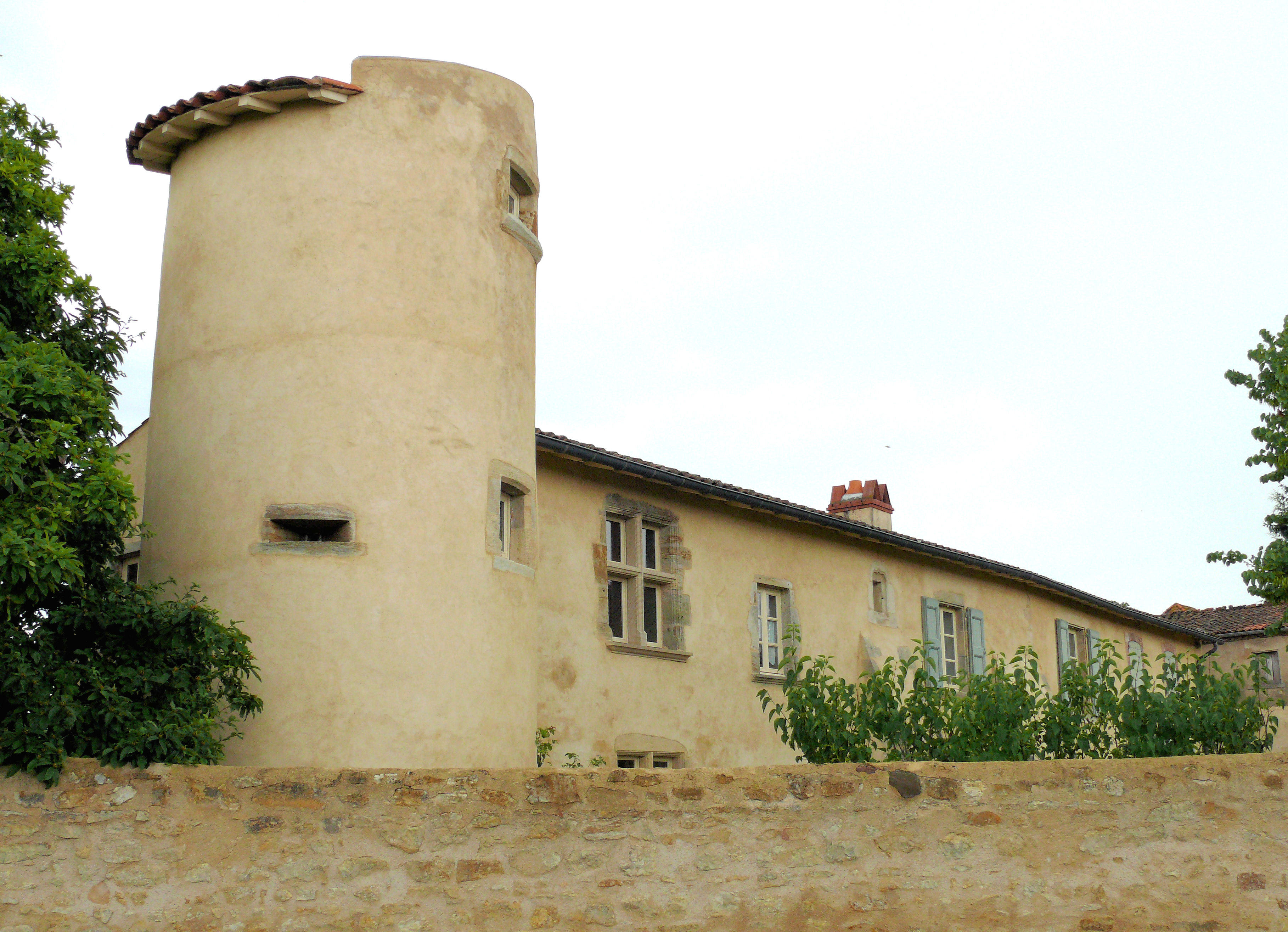
Glaine-Montaigut
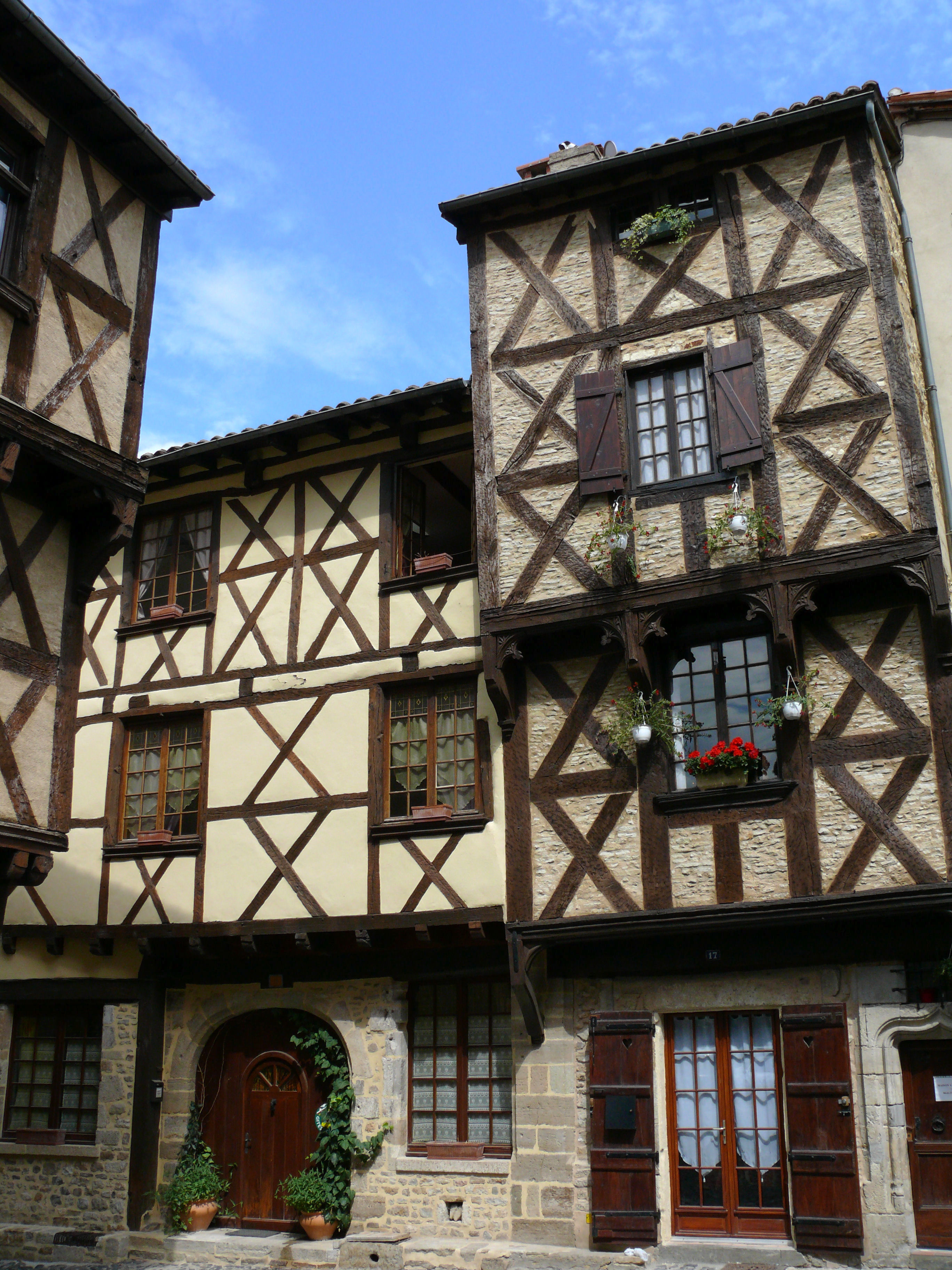
Billom, rue des Boucheries
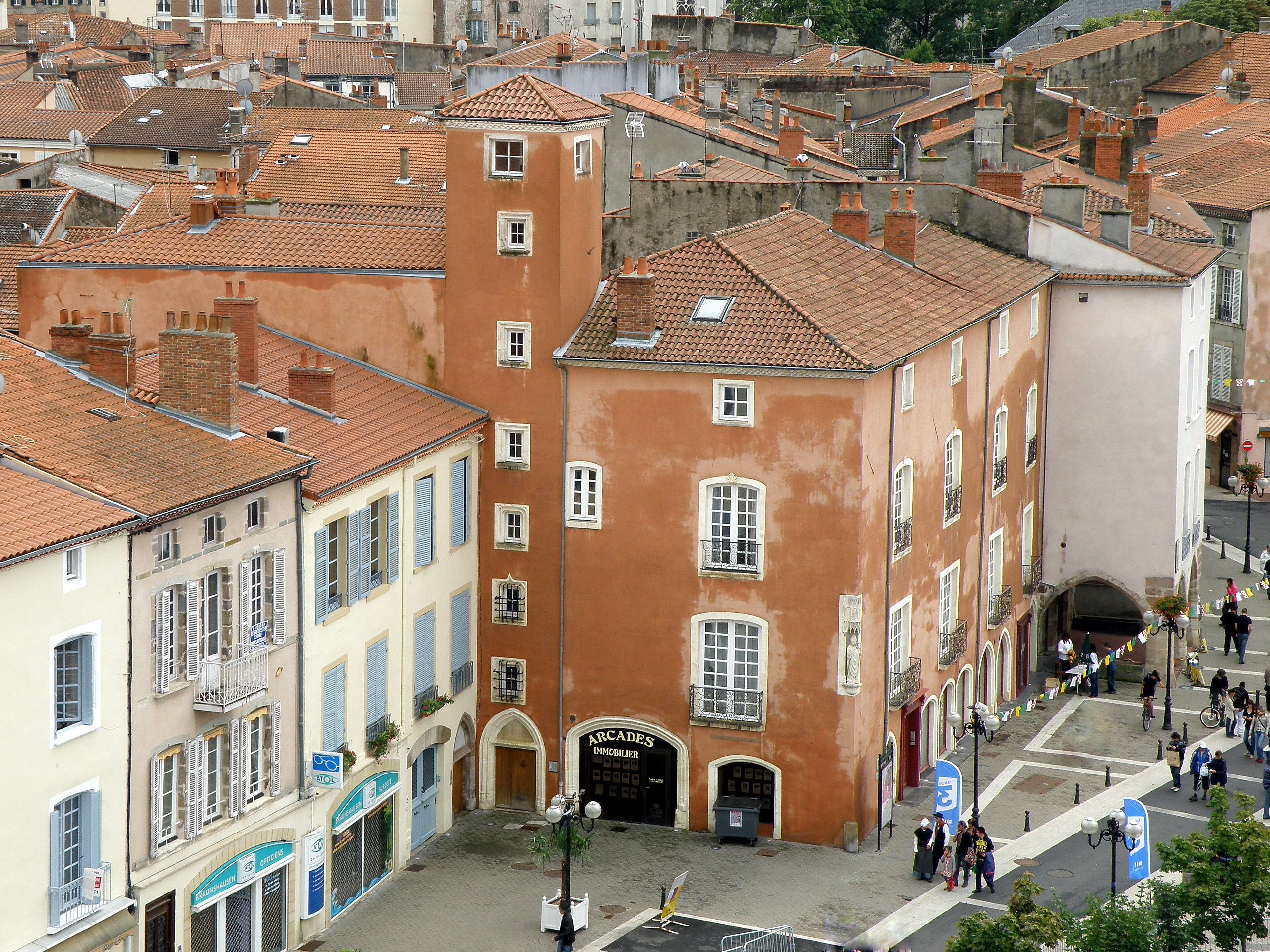
Hôtel Clément à Issoire
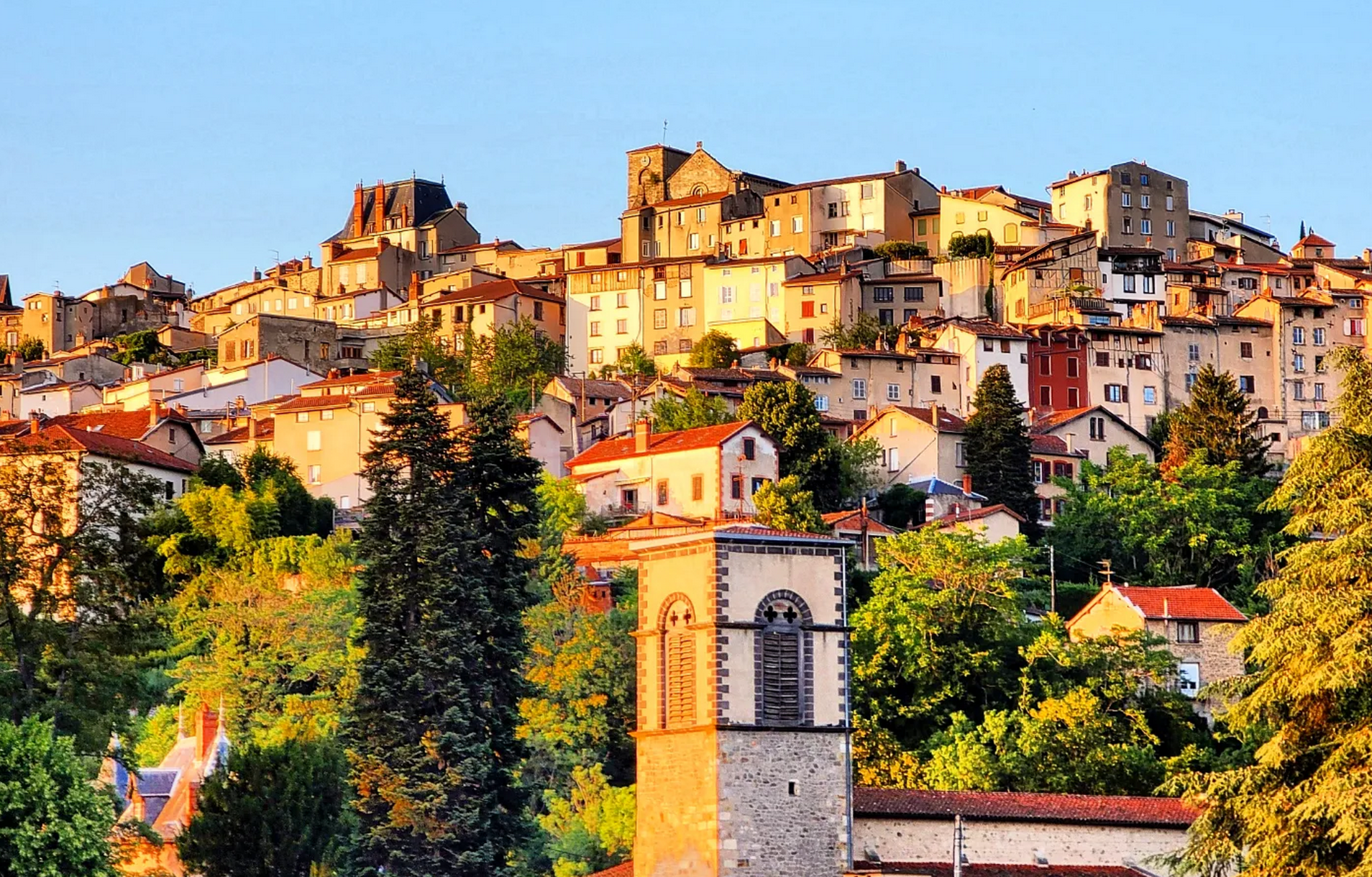
Cité médiévale de Thiers.